# Диффузия инноваций
Диффузия инноваций (англ. Diffusion of innovations) — теория, которая стремится объяснить: как, почему и с какой скоростью новые идеи и технологии распространяются через разные культуры. Данная теория была популяризована американским социологом Эвереттом Роджерсом в 1962 году, благодаря выпущенной им книге «Диффузия инноваций». Роджерс определяет «диффузию» как процесс, посредством которого инновация (например, новые идеи, процессы или товары) в течение времени передаются через определённые каналы среди членов социальных систем.

## История
Понятие «диффузия инноваций» было впервые изучено французским социологом Габриэлем Тардом (1890) и немецкими и австрийскими антропологами, такими как Фридрих Ратцель и Лео Фробениус. В 1962 году Эверетт Роджерс, профессор сельской социологии из Университета штата Огайо, опубликовал книгу «Диффузия инноваций». В своей книге Роджерс синтезировал исследования из более чем 508 исследований о диффузии и создал теорию внедрения инноваций среди отдельных лиц и организаций. Происхождение теории диффузии инноваций разнообразно и имеет свои источники среди нескольких наук. Роджерс выделяет 6 главных источников, которые повлияли на исследования диффузии инноваций: антропология, ранняя социология, сельская социология, образование, промышленная социология и медицинская социология.

## Элементы
Ключевые элементы в исследовании диффузии — это:
| Элемент                 | Определение |
| ----------------------- | --- |
| Инновация               | Роджерс определяет инновацию как «идею, практическая деятельность или объект, который воспринимается как нечто новое отдельным лицом или другой единицей внедрения».                                                                                    |
| Коммуникационные каналы | Коммуникационный канал — это «средства, посредством которых сообщения передаются от одного лица другому». |
| Время                   | «Период принятия решения об инновации — это количество времени, необходимое для того, чтобы пройти процесс принятия решения об инновации». Частота адаптации — это относительная скорость, с которой инновация адаптируется членами социальной системы. |
| Социальная система      | «Социальная система определяется как множество взаимосвязанных единиц, которые занимаются совместным решением проблем для достижения общей цели». |

## Решения
Два фактора определяют, каким специфическим типом является решение:
- принято ли решение свободно и осуществляется добровольно;
- кто принял решение.

Основываясь на этих соображениях, в рамках диффузии инноваций были определены три вида инновационных решений:
| Тип                                | Определение |
| ---------------------------------- | --- |
| Добровольное инновационное решение | Это решение принимается отдельным лицом, которое каким-то образом отличается от других лиц в социальной системе. |
| Коллективное инновационное решение | Это решение принимается коллективно всеми лицами социальной системы.                                             |
| Властное инновационное решение     | Это решение принимается не социальной системой, а группой лиц, имеющих влияние или власть.                       |

## Гетерофилия и каналы коммуникации
Лазарсфелд и Мёртон (Lazarsfeld, Merton) впервые привлекли внимание к принципам гомофилии и её противоположности, гетерофилии. По их определению, Эверетт Роджерс определяет гомофилию как «степень, до которой пары взаимодействующих индивидов похожи в определённых атрибутах, таких как убеждения, образование, социальный статус и прочее подобное». При наличии возможности выбора индивиды обычно выбирают взаимодействовать с кем-то, похожим на них. Гомофильные индивиды вовлекаются в более эффективную коммуникацию, поскольку их сходства веду к большему приобретению информации, также как отношения и изменения поведения. В результате гомофильные индивиды имеют тенденцию развивать диффузию среди них. Тем не менее, диффузия требует определённую степень гетерофилии для введения новых идей в отношения; если два индивида идентичны, то диффузия не происходит, так как нет новой информации для обмена. Поэтому идеальная ситуация включает потенциальные принимающие лица, которые гомофильны во всём, кроме знания об инновации.
Продвижение здорового поведения даёт пример требуемого баланса гомофилии и гетерофилии. Люди имеют тенденцию быть близки с другими людьми схожего статуса по здоровью. В результате люди с нездоровыми поведенческими привычками, например, курением и ожирением, с меньшей вероятностью встретятся с информацией и поведением, поощряющими хорошее здоровье. Это представляет собой критический вызов для коммуникаций о здоровье, поскольку связи между гетерофильными людьми относительно слабей, сложней их создать и сложнее поддерживать. Развитие гетерофильных связей с нездоровыми сообществами может повысить эффективность диффузии поведенческих привычек хорошего здоровья. Когда человек, ранее гомофильный, принимает поведение или инновацию, тогда другие члены этой группы с большей вероятностью принимают их тоже.

## Пространственная диффузия инноваций
Распространение идей, новых технологий, продуктов имеет ярко выраженные пространственные закономерности (география инноваций). Одними из первых на это обратили внимание Торстен Хегерстранд и Цви Грилихес.
Хегерстранд сформулировал основные принципы пространственной диффузии нововведений. Скорость и направления распространения зависят от расстояния от центра зарождения нововведения и внутренних характеристик региона, в частности от его инновационного потенциала. Скорость диффузии зависит от «пропускной способности» каналов передачи — соответствующей инфраструктуры и институтов. Необходим высокий уровень открытости сообщества.
Значимую роль играет географическое положение по отношению к центрах создания новых технологий на ранних этапах. Например, проникновение сотовой связи на начальных этапах в России было наиболее высоким в Санкт-Петербурге благодаря близости источника технологий, а Москва с наиболее высоким платежеспособным спросом стала лидером несколько позднее.
В пространственной модели диффузии выделяется четыре стадии:
1. Первая стадия (возникновение диффузии) характеризуется началом процесса и резким контрастом между центрами и периферией: число акцепторов новой технологии в центре достигает 70 %, на полупериферии — 20 % и около 10 % — на периферии.
2. На второй стадии начинается процесс быстрого распространения новой технологии, что приводит к образованию новых быстро развивающихся центров и целых ареалов в отдаленных районах.
3. На третьей стадии (накопления) происходит одинаковое расширение на всем пространстве.
4. На последней стадии (насыщения) происходит общий, но медленный, асимптотический подъём до максимума, возможного при существующих условиях. Число акцепторов выравнивается, характерна их равная доля для центра, полупериферии и периферии.

Выделяются две модели пространственной диффузии: иерархическая и диффузия соседства; некоторые исследователи также выделяют сетевую модель.
Модели диффузии инноваций отдельными авторами применялись для описания процессов распространения социальных заболеваний, в том числе COVID-19.